# Česká muzika (společnost)
ČESKÁ MUZIKA spol. s.r.o. (též jen Česká muzika) je česká hudební společnost, založená v roce 2000. Společnost se zabývá vydáváním hudebních nahrávek a videa se zaměřením na tradiční českou dechovou hudbu, lidové písně, dobové šlágry, hospodské popěvky, vánoční koledy, pohádky pro děti a humor. Je propojená se společností Aplaus, vydavatelem trampských písní a country hudby.[zdroj?]
V roce 2006 společnost Česká muzika spustila teleshoppingovou kampaň v České televizi. Ve stejném roce uspěla spolu se společností T.T.V. ve výběrovém řízení na dodavatele obsahu pro Českou televizi, distribuci pořadů a zajištění zákaznického servisu pro Internetový obchod České televize.[zdroj?] Společnost spolupracuje také s TV Barrandov a s hudebními společnostmi EMI a Universal s nimiž se podílela na vydání několika společných projektů.[zdroj?]
V roce 2011 dosáhla Česká muzika s.r.o. podílu 5,4 % z českého trhu fyzických a digitálních nosičů hudby.[zdroj?] Společnost se podílí na obou odvětvích prostřednictvím vlastního distribučního kanálu a portálu iTunes.

## Umělci
Společnost byla založena písničkářem Karlem Peterkou, autorem satirických písní, působícím převážně v 70. letech 20. století. K nejznámějším interpretům, jejichž nahrávky společnost vydává, patří Eva a Vašek, Jiří Bosák, Mistříňanka, Moravanka, Veselka, Babouci a Maxim Turbulenc. Jako raritu odkoupila společnost historické nahrávky Mugrauerů, dechové kapely z Křenovic.[zdroj?]

## Studio a exteriéry
Česká muzika s.r.o. sídlí v Křenovicích, místní části Dubného. Sídlo leží osm kilometrů západně od centra Českých Budějovic a necelých pět kilometrů od poslední zástavby Českých Budějovic (okraj sídliště Máj). V sídle je umístěno nahrávací a televizní studio, využívané k produkci pořadů společnosti. Jako exteriéry slouží krajina v okolí Dubného, lemovaná Blanským lesem a podhůřím Šumavy.